# Dalstjärnen (Vibyggerå socken, Ångermanland, 700126-163099)
Dalstjärnen är en sjö i Kramfors kommun i Ångermanland och ingår i Nätraån-Ångermanälvens kustområde.